# Kamang
Kamang is een bestuurslaag in het regentschap Sijunjung van de provincie West-Sumatra, Indonesië. Kamang telt 10.402 inwoners (volkstelling 2010).